# Bibliothèque d'Humanisme et Renaissance
La Bibliothèque d'Humanisme et Renaissance est une revue créée par Eugénie Droz en 1934 à Paris et publiée par la suite en Suisse, à Genève, par la librairie Droz. Comme son nom l'indique, elle est spécialisée dans les études portant sur la Renaissance.

## Historique
La revue est fondée en 1934 à Paris par Eugénie Droz, qui cherchait à publier sa thèse, ainsi que par Abel Lefranc. La Revue des études rabelaisiennes venant de disparaître (en 1933), elle décide de créer une structure qui puisse la remplacer. La revue s'appelle Humanisme et Renaissance . Elle s'entoure dès les débuts des meilleurs spécialistes de Rabelais de l'époque : François Ganshof, Abel Lefranc, Jacques Boulenger, Henri Clouzot, Jean Plattard, Lucien Romier, Jean Porcher et Robert Marichal.
Durant la Seconde Guerre mondiale, l'occupant allemand décide qu'aucun stock de papier ne sera affecté à la publication de périodique ; Eugénie Droz, pour contourner l'interdit, renomme la revue en adoptant le titre actuel en 1941. Passant pour un livre, la revue continue alors d'être imprimée,, d'abord à un rythme annuel (1941-1948), puis semestriel (1949), enfin, depuis 1950, à une fréquence de trois numéros par an.
En 1954, la revue devient l'organe officiel de l'association Humanisme et Renaissance, qui est un des membres fondateurs de la Fédération Internationale des Sociétés et Instituts pour l'Étude de la Renaissance (FISIER) ; Eugénie Droz devient la première secrétaire de cette fédération. De 2002 à 2008, Max Engammare en prend la présidence.

## Formats
La revue est publiée sous format papier, chaque fascicule mensuel comptant entre huit cents et neuf cents pages. Mais elle est également disponible sur CD-Rom.